# Michael Warner

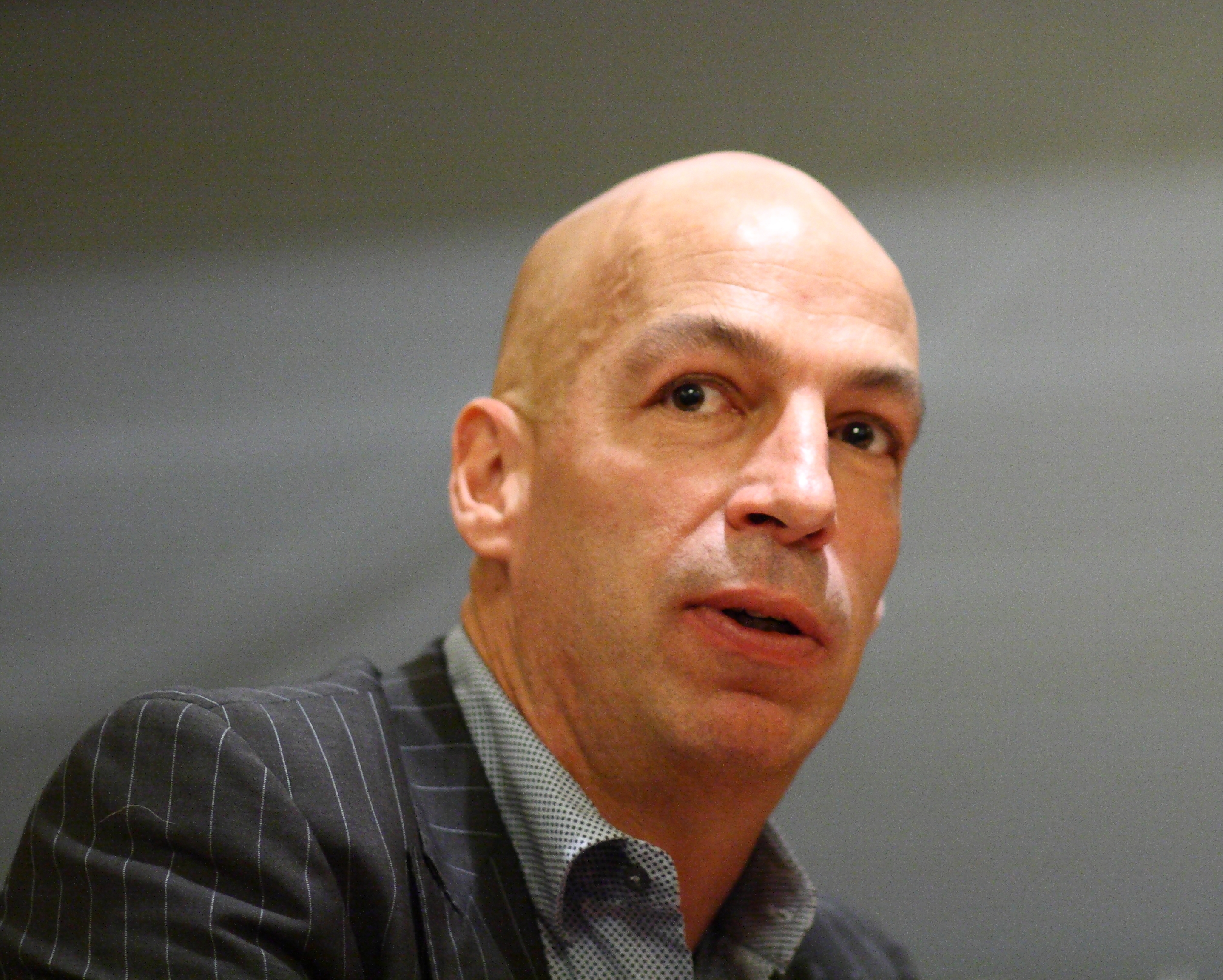

Michael David Warner (nascido em 1958) é um crítico literário americano, teórico social e Professor de Literatura Inglesa e Estudos Americanos na Universidade de Yale. Escreve regularmente para a  Artforum, The Nation, The Advocate e The Village Voice . É autor de Publics and Counterpublics, The Trouble with Normal: Sex, Politics, and the Ethics of Queer Life, The English Literatures of America, 1500-1800, Fear of a Queer Planet e The Letters of the Republic . Editou The Portable Walt Whitman e American Sermons: The Pilgrims to Martin Luther King, Jr.

## Biografia
Nascido a 9 de setembro de 1958, Warner obteve duas licenciaturas, na Universidade de Wisconsin–Madison e na Universidade Johns Hopkins, em 1981 e 1983, respectivamente. É Doutor em Filosofia pela Johns Hopkins University, em 1986. Michael Warner começou a lecionar na Universidade de Yale em 2007 e se tornou-se Professor de Literatura Inglesa e Estudos Americanos em 2008. Antes de dar aulas em Yale, lecionou nas universidades de Northwestern (1985–1990) e Rutgers (1990–2007).
Michael Warner é, em conjunto com Eve Kosofsky Sedgwick, Teresa de Lauretis, Lauren Berlant e Judith Butler, considerado como um dos fundadores da teoria queer .

## Obra

### Livros
Entre os livros de Michael Warner contam-se:
- The Evangelical Public Sphere in Eighteenth-Century America (University of Pennsylvania Press, sob contrato).
- Publics and Counterpublics (Cambridge: Zone Books, 2002).
- The Trouble with Normal (New York: The Free Press, 1999; Cambridge: Harvard Univ. Press, 2000).
- The Letters of the Republic: Publication and the Public Sphere in Eighteenth-Century America (Cambridge: Harvard University Press, 1990).

### Volumes editados
- Varieties of Secularism in a Secular Age (Harvard University Press, 2010) com Craig Calhoun e Jonathan VanAntwerpen
- The Portable Walt Whitman, editado por Michael Warner (New York: Penguin, 2003).
- American Sermons: The Pilgrims to Martin Luther King, Jr. (Nova York: Library of America, 1999).
- The English Literatures of America (Routledge, 1997) com Myra Jehlen.
- Fear of a Queer Planet: Queer Politics and Social Theory (Minneapolis: University of Minnesota Press, 1993).
- he Origins of Literary Studies in America: A Documentary Anthology (New York: Routledge, 1988) com Gerald Graff